# Файсал Реррас
Файсал Реррас (фр. Faycal Rherras; нар. 7 квітня 1993, Льєж, Бельгія) — марокканський футболіст, захисник національної збірної Марокко та бельгійського клубу «Візе».

## Клубна кар'єра
У дорослому футболі дебютував 2013 року виступами за команду клубу «Візе», в якій провів один сезон. Більшість часу, проведеного у складі У складі, був основним гравцем захисту команди.
Своєю грою за цю команду привернув увагу представників тренерського штабу клубу «Сент-Трюйден», до складу якого приєднався 2014 року. Відіграв за команду із Сінт-Трейдена наступні два сезони своєї ігрової кар'єри. Граючи у складі «Сент-Трюйдена» також здебільшого виходив на поле в основному складі команди.
До складу клубу «Гартс» приєднався 2016 року.

## Виступи за збірні
2015 року залучався до складу молодіжної збірної Марокко. На молодіжному рівні зіграв в одному офіційному матчі.
2016 року дебютував в офіційних матчах у складі національної збірної Марокко.
У складі збірної був учасником Кубка африканських націй 2017 року у Габоні.